# Ian Levy (homme politique)
Ian Levy, né le 14 février 1966, est un homme politique du Parti conservateur britannique qui est député de Blyth Valley de 2019 à 2024. Il est le premier conservateur à représenter Blyth Valley depuis la création de la circonscription en 1950.

## Jeunesse et carrière
Levy quitte l'école à l'âge de 16 ans pour devenir fossoyeur,. Avant son élection, Levy travaille comme assistant de santé dans un service de réadaptation en santé mentale pour patients hospitalisés à l'hôpital St Nicholas de Newcastle upon Tyne.

## Carrière parlementaire
Il se présente d'abord dans la circonscription de Blyth Valley aux élections générales de 2017, au cours desquelles le député travailliste sortant Ronnie Campbell est réélu avec une majorité de 7915 voix. Levy est ensuite élu pour la circonscription lors de l'élection générale de 2019 avec une majorité de 712 voix. Il est le premier conservateur à représenter la circonscription depuis sa création en 1950. C'était auparavant un siège travailliste sûr.
Levy remporte le prix du nouveau venu de l'année aux Spectator Parliamentarian of the Year Awards.
Levy est d'origine juive. Il est marié et a deux enfants .